# Duks U-1
Die Duks U-1 (russisch Дукс У-1) ist ein sowjetisches Schulflugzeug. Sie kam hauptsächlich in den 1920er und frühen 1930er Jahren zum Einsatz und ist das erste zu diesem Zweck in größerem Umfang produzierte Flugzeug der UdSSR. Mit der U-1 sammelten tausende zukünftige Piloten der im Aufbau begriffenen Luftstreitkräfte erste Erfahrungen.

## Entwicklung
Das Modell basiert auf der britischen Avro 504K, von der einige Exemplare während des russischen Bürgerkriegs von den sowjetischen Truppen erbeutet bzw. in einer geringen Stückzahl auch importiert worden waren und die seit 1921 Verwendung fanden. Im Moskauer Duks-Werk Nr. 5 wurden von dem Typ Baupläne erstellt, die an das Petrograder (heute St. Petersburg) Werk Krasni Lotschik („Roter Flieger“) geleitet wurden um das Flugzeug zu kopieren.
Das Kürzel U-1 steht für Utschebny Samoljot (Учебный самолёт), Schulflugzeug. Konzeptionell gesehen ist der Typ ein Doppeldecker mit einem kastenförmigen Rumpf und einem verstrebten und verspannten Tragwerk, wobei der Oberflügel um 30° im Vergleich zum Unteren gestaffelt wurde. Die gesamte Konstruktion besteht aus Kiefernholz mit Stoffbespannung. In der Mitte des nicht einziehbaren Hauptfahrwerks befindet sich zum Schutz gegen Überschlagen eine Holzkufe aus Esche. Sowohl Hauptflügel als auch das Normalleitwerk sind durch I-Stiele miteinander verbunden bzw. am Rumpf abgestützt. Am Heck befindet sich ein Schleifsporn. Als Antrieb diente die als M-2 bezeichnete Lizenzversion des französischen Sternmotors Le Rhône 9J.
Die Serienfertigung begann 1923 und endete 1931 nach der 664. Maschine. 1924 erschien die Schwimmerausführung MU-1, Morskoi Utschebni Samoljot (Marine-Schulflugzeug), von der bis 1930 73 Stück hergestellt wurden. Insgesamt liefen 737 U-1/MU-1 von den Bändern. Beim Militär standen sie bis 1932 (U-1) bzw. 1934 (MU-1) im Dienst, danach gingen sie an die Aeroklubs, wo sie bis 1935 flogen.
1931 wurden mit einer U-1 durch W. I. Dudakow und W. A. Konstantinow Versuche mit Pulverraketen zur Startbeschleunigung durchgeführt. Nachfolgeschulflugzeug wurde die U-2.

## Technische Daten

U-1 und MU-1 als Dreiseitenriss

| Kenngröße             | U-1                                                              | MU-1                                                             |
| --------------------- | ---------------------------------------------------------------- | ---------------------------------------------------------------- |
| Konzeption            | Schulflugzeug                                                    | Schwimmerflugzeug                                                |
| Baujahre              | 1923–1931                                                        | 1924–1930                                                        |
| Besatzung             | 2                                                                | 2                                                                |
| Länge                 | 8,78 m                                                           | 9,85 m                                                           |
| Flügelspannweite      | 10,85 m                                                          | 10,85 m                                                          |
| Höhe                  | 3,21 m                                                           | 3,58 m                                                           |
| Flügelfläche          | 30,0 m²                                                          | 30,0 m²                                                          |
| Leermasse             | 600 kg                                                           | 840 kg                                                           |
| Startmasse            | 840 kg                                                           | 1080 kg                                                          |
| Triebwerk             | ein luftgekühlter Neunzylinder-Sternmotor M-2 mit 88 kW (120 PS) | ein luftgekühlter Neunzylinder-Sternmotor M-2 mit 88 kW (120 PS) |
| Höchstgeschwindigkeit | 137 km/h in Bodennähe                                            | 136 km/h in Bodennähe                                            |
| Landegeschwindigkeit  | 68 km/h                                                          | 75 km/h                                                          |
| Steigzeit             | 5,5 min auf 1000 m Höhe                                          | 9,4 min auf 1000 m Höhe                                          |
| praktische Gipfelhöhe | 4500 m                                                           | 3200 m                                                           |
| Reichweite            | 195 km                                                           | 190 km                                                           |
| Flugdauer             | 1,5 h                                                            | 1,5 h                                                            |